# Åsjön (Långareds socken, Västergötland)
Åsjön (även Ålandasjön) är en sjö i Alingsås kommun i Västergötland och ingår i Göta älvs huvudavrinningsområde. Sjön har en area på 0,333 kvadratkilometer och ligger 58,7 meter över havet. Sjön avvattnas av vattendraget Mellbyån.

## Delavrinningsområde
Åsjön ingår i det delavrinningsområde (643469-129804) som SMHI kallar för Mynnar i Åsjön. Medelhöjden är 133 meter över havet och ytan är 14,2 kvadratkilometer. Räknas de 7 avrinningsområdena uppströms in blir den ackumulerade arean 232,12 kvadratkilometer. Mellbyån som avvattnar avrinningsområdet har biflödesordning 3, vilket innebär att vattnet flödar genom totalt 3 vattendrag innan det når havet efter 60 kilometer. Avrinningsområdet består mestadels av skog (89 %). Avrinningsområdet har 0,91 kvadratkilometer vattenytor vilket ger det en sjöprocent på 6,4 %.